# Laguna de Obrajuelo
De Laguna de Obrajuelo is een meer in een vulkaankrater of caldera in het departement Jutiapa in Guatemala. Het meer ligt op een hoogte van 879 meter.
Ongeveer vijf kilometer naar het zuidoosten ligt de vulkaan Ixtepeque en ongeveer 12 kilometer naar het noorden ligt de vulkaan Ipala.